# Sicarius damarensis
Sicarius damarensis är en spindelart som beskrevs av Lawrence 1928. Sicarius damarensis ingår i släktet Sicarius och familjen Sicariidae.
Artens utbredningsområde är Namibia. Inga underarter finns listade i Catalogue of Life.